# Natali Barrey
Natali Barrey (* 1967 in Essen) ist eine deutsch-französische Filmeditorin.

## Leben
Natali Barrey studierte von 1987 bis 1995 „Audiovisuelle Medien“ an der Hochschule für Gestaltung Offenbach am Main. Danach wurde sie als Schnitt-Assistentin tätig und ist seit 1999 als Filmeditorin aktiv. Für ihre Arbeit bei Unterwegs (2004) und Die Besucherin (2008) wurde sie jeweils für den Schnitt-Preis nominiert.

## Filmografie (Auswahl)
- 2004: Unterwegs
- 2006: Sehnsucht
- 2007: Hotel Very Welcome
- 2007: Früher oder später
- 2008: Die Besucherin
- 2011: Auf der Suche
- 2015: Mülheim Texas – Helge Schneider hier und dort (Dokumentarfilm)
- 2016: Die Geschwister
- 2016: Hotel Machine (Dokumentarfilm)
- 2019: Madame (Dokumentarfilm)
- 2020: Schuss in der Nacht – Die Ermordung Walter Lübckes
- 2020: Blutige Anfänger (Fernsehserie, 4 Folgen)
- 2023: Wir waren Kumpel
- 2023: Diese Sendung ist kein Spiel – Die unheimliche Welt des Eduard Zimmermann